# Unseen Terror
Unseen Terror byla britská grindcoreová kapela založená roku 1986 v anglickém městě Broseley v hrabství Shropshire a aktivní v letech 1986–1990. Jejími členy byli např. Shane Embury a Mick Harris (oba působili i ve skupině Napalm Death).
První a jediné studiové album se jmenuje Human Error a vyšlo v roce 1987.

## Diskografie

### Dema
- Rehearsal (1987)

### EP
- The Peel Sessions (1989)

### Studiová alba
- Human Error (1987)